# Triángulo automediano

Un triángulo automediano (negro) con lados de longitud en la proporción 13:17:7; sus tres medianas (marrón); y un triángulo semejante al original, cuyos lados son copias trasladadas de las medianas

En geometría euclidiana, un triángulo automediano es aquel en el que las longitudes de sus tres medianas (los segmentos de línea que conectan cada vértice con el punto medio del lado opuesto) son proporcionales a las longitudes de los tres lados, en un orden diferente. Las tres medianas de un triángulo automediano pueden ser trasladadas para formar los lados de un segundo triángulo que es semejante al primero.

## Caracterización
Las longitudes de los lados de un triángulo automediano satisfacen la fórmula 2a2 = b2 + c2 o una permutación de la misma, análoga al teorema de Pitágoras que caracteriza a los triángulos rectángulos como triángulos que satisfacen la fórmula a2 = b2 + c2.
Es decir, para que los tres números a, b y c sean los lados de un triángulo automediano, la secuencia de los tres lados al cuadrado b2, a2 y c2 deben formar una progresión aritmética.

## Construcción a partir de triángulos rectángulos
Si x, y y z son los tres lados de un triángulo rectángulo, ordenados en orden creciente por tamaño, y si 2x < z, entonces z, x + y, e y − x son los tres lados de un triángulo automediano. Por ejemplo, el triángulo rectángulo con lados de longitud 5, 12 y 13 se puede usar para formar de esta manera un triángulo automediano con lados de longitud 13, 17 y 7.
La condición de que 2x < z es necesaria: si no se cumpliera, entonces los tres númerosa = z, b = x + y, y c = x − y todavía satisfarían la ecuación 2a2 = b2+ c2 que caracteriza a los triángulos automedianos, pero no satisfarían la desigualdad triangular, por lo que no podrían usarse para configurar los lados de un triángulo.
En consecuencia, al usar la fórmula de Euler que genera ternas pitagóricas primitivas, es posible generar triángulos automedianos primitivos enteros (es decir, con los lados que no comparten un factor común) como
{\displaystyle a=m^{2}+n^{2}}
{\displaystyle b=m^{2}+2mn-n^{2}}
{\displaystyle c=|m^{2}-2mn-n^{2}|}
con {\displaystyle m} y {\displaystyle n} coprimos, {\displaystyle m+n} impares y para satisfacer la desigualdad triangular {\displaystyle n<m<n{\sqrt {3}}} (si la cantidad dentro de los signos de valor absoluto es negativa) o {\displaystyle m>(2+{\sqrt {3}})n} (si esa cantidad es positiva). Entonces las medianas de este triángulo {\displaystyle t_{a},t_{b},t_{c}} se encuentran usando las expresiones anteriores para sus lados en la fórmula general de las medianas:
{\displaystyle t_{a}={\sqrt {\frac {2b^{2}+2c^{2}-a^{2}}{4}}}={\frac {a{\sqrt {3}}}{2}},\qquad t_{b}={\sqrt {\frac {2a^{2}+2c^{2}-b^{2}}{4}}}={\frac {c{\sqrt {3}}}{2}},\qquad t_{c}={\sqrt {\frac {2a^{2}+2b^{2}-c^{2}}{4}}}={\frac {b{\sqrt {3}}}{2}},}
donde la segunda ecuación en cada caso refleja la función automediana {\displaystyle 2a^{2}=b^{2}+c^{2}.}
A partir de esto se pueden ver las relaciones de semejanza
{\displaystyle {\frac {t_{a}}{t_{b}}}={\frac {a}{c}},\qquad {\frac {t_{b}}{t_{c}}}={\frac {c}{b}},\qquad {\frac {t_{c}}{t_{a}}}={\frac {b}{a}}\qquad {\text{and hence}}\qquad t_{a}:t_{b}:t_{c}\quad =\quad a:c:b.}
Hay un triángulo automediano primitivo de lados enteros que no se genera a partir de un triángulo rectángulo: a saber, el triángulo equilátero con lados de longitud unitaria.

## Ejemplos
Hay 18 triángulos automedianos enteros primitivos, que se muestran aquí como ternas de lados (a, b, c), hasta b ≤ 200:
| (1, 1, 1)      | (13, 17, 7)    | (17, 23, 7)     | (25, 31, 17)    | (37, 47, 23)   | (41, 49, 31)    |
| (61, 71, 49)   | (65, 79, 47)   | (85, 97, 71)    | (85, 113, 41)   | (89, 119, 41)  | (101, 119, 79)  |
| (113, 127, 97) | (125, 161, 73) | (145, 161, 127) | (145, 167, 119) | (149, 191, 89) | (181, 199, 161) |

Por ejemplo, (26, 34, 14) no es una terna automediana primitiva, ya que es un múltiplo de (13, 17, 7), y por lo tanto no aparece en la tabla de arriba.

## Propiedades adicionales
- Si {\displaystyle \Delta (a,b,c)} es el área del triángulo automediano, por la fórmula de Herón {\displaystyle \Delta (t_{a},t_{b},t_{c})=(3/4)\Delta (a,b,c).}[3]

- La recta de Euler de un triángulo automediano es perpendicular a la mediana tendida al lado a.[2]

- Si las medianas de un triángulo automediano se extienden hasta la circunferencia circunscrita del triángulo, entonces los tres puntos LMN donde las medianas extendidas se encuentran con la circunferencia circunscrita forman un triángulo isósceles. Los triángulos para los cuales este segundo triángulo LMN es isósceles son exactamente los triángulos que son ellos mismos isósceles o automedianos. Esta propiedad de los triángulos automedianos contrasta con el teorema de Steiner-Lehmus, según el cual los únicos triángulos cuyas dos bisectrices tienen la misma longitud son los triángulos isósceles.[2]

- Además, supóngase que ABC es un triángulo automediano, en el que el vértice A se encuentra frente al lado a. Sea G el punto donde se intersecan las tres medianas de ABC, y sea AL una de las medianas extendidas de ABC, con L sobre la circunferencia que pasa por ABC. Entonces BGCL es un paralelogramo, los dos triángulos BGL y CLG en los que se puede subdividir son semejantes a ABC, G es el punto medio de AL, y la recta de Euler del triángulo es la mediatriz de AL.[2]

- Al generar un triángulo automediano primitivo a partir de una terna pitagórica primitiva utilizando los parámetros euclídeos m y n, entonces {\displaystyle m>n} y se sigue que {\displaystyle b\geq a\geq c}. Como los triángulos automedianos no primitivos son múltiplos de sus primitivos, las desigualdades de los lados se aplican a todos los triángulos automedianos enteros. La igualdad se verifica solo para triángulos equiláteros triviales. Además, como {\displaystyle m+n} siempre es impar, todos los lados a, b, c tienen que ser impares. Este hecho permite que las ternas automedianas tengan lados y perímetro de números primos únicamente. Por ejemplo, (13, 17, 7) tiene perímetro 37.

- Debido a que en un triángulo automediano primitivo el lado a es la suma de dos cuadrados e igual a la hipotenusa de una terna pitagórica primitiva generadora, es divisible solo por números primos congruentes con 1 (mod 4). En consecuencia, a debe ser congruente con 1 (mod 4).

- De manera similar, debido a que los lados están relacionados por {\displaystyle 2a^{2}=b^{2}+c^{2}}, cada uno de los lados b y c en el triángulo automediano primitivo es la diferencia entre el doble de un cuadrado y un cuadrado. Son también la suma y la diferencia de los catetos de una terna pitagórica primitiva. Esto restringe que b y c sean divisibles solo por números primos congruentes con ±1 (mod 8). En consecuencia, b y c deben ser congruentes con ±1 (mod 8).[4]

## Historia
El estudio de cuadrados enteros en progresión aritmética tiene una larga historia que se remonta a Diofanto de Alejandría y a Fibonacci. Está íntimamente relacionado con los congrua, que son los números que pueden ser las diferencias de los cuadrados en tal progresión. Sin embargo, la conexión entre este problema y los triángulos automedianos es mucho más reciente. El problema de caracterizar triángulos automedianos fue planteado a finales del siglo XIX en el Educational Times (en francés) por Joseph Neuberg, y resuelto allí con la fórmula 2a2 = b2 + c2 por William John Greenstreet.

## Casos especiales
Aparte de los casos triviales de los triángulos equiláteros, el triángulo con lados de longitud 17, 13 y 7 es el triángulo automediano más pequeño (por área o perímetro) con lados de longitud entera.
Solo hay un triángulo rectángulo automediano, el triángulo con longitudes de lado proporcionales a 1, √2 y √3. Este triángulo es el segundo triángulo en la espiral de Teodoro. Es el único triángulo rectángulo en el que dos de las medianas son perpendiculares entre sí.